# Modé Aní
Modé Aní (en hebreo מוֹדֶה אֲנִי, "yo agradezco", dicho por un hombre; dicho por una mujer es מוֹדָה אֲנִי o Modá Aní) es la primera oración del día para todo judío observante de la religión. Parte de la creencia es la de que, antes de dormir por la noche, se entrega el cuidado de nuestra alma a Dios, quien la devuelve cada mañana, renovada y reposada, por lo cual al despertarse, incluso aún antes de levantarse, se pronuncia, traducida a continuación:

## Texto original en hebreo
מוֹדֶה (מוֹדָה) אֲנִי לְפָנֶֽיךָ
מֶֽלֶךְ חַי וְקַיָּים.
שֶׁהֶֽחֱזַֽרְתָּ בִּי נִשְׁמָתִי בְחֶמְלָה.
רַבָּה אֱמֽוּנָתֶֽךָ׃
Transliteración:
Modé aní lefaneja mélej jai vekayam shehejezarta bi nishmatí bejemlá, rabá emunateja.

## Español
Doy gracias ante ti, Oh Rey vivo y eterno, por haberme devuelto bondadosamente el alma; grande es mi confianza en Ti.
Como el Modé Aní no incluye ninguno de los nombres de Dios, los judíos observantes pueden recitarla antes de realizar el lavado de manos ritual o Netilat Yadaim. De acuerdo al Shulján Aruj, se debería pausar ligeramente entre bejemlá (bondad) y rabá emunateja (grande es Tu fidelidad). La tradición de recitar modé aní al momento de despertar creció luego del Talmud. En la época talmúdica, los judíos tradicionalmente rezaban Elohay Neshamá, la cual ahora se suele decir luego de proceder al lavado de manos rituales (Netilat yadaim) de la mañana.